# Accord de Linggarjati
L'accord de Linggarjati est l'accord politique conclu le 15 novembre 1946 par lequel les Pays-Bas reconnurent officiellement l'existence de la république d'Indonésie et qui marqua le premier accord diplomatique majeur de la révolution indonésienne. Les Pays-Bas étaient représentés par le gouverneur Hubertus van Mook et l'Indonésie par le premier ministre Sutan Sjahrir.

## Galerie

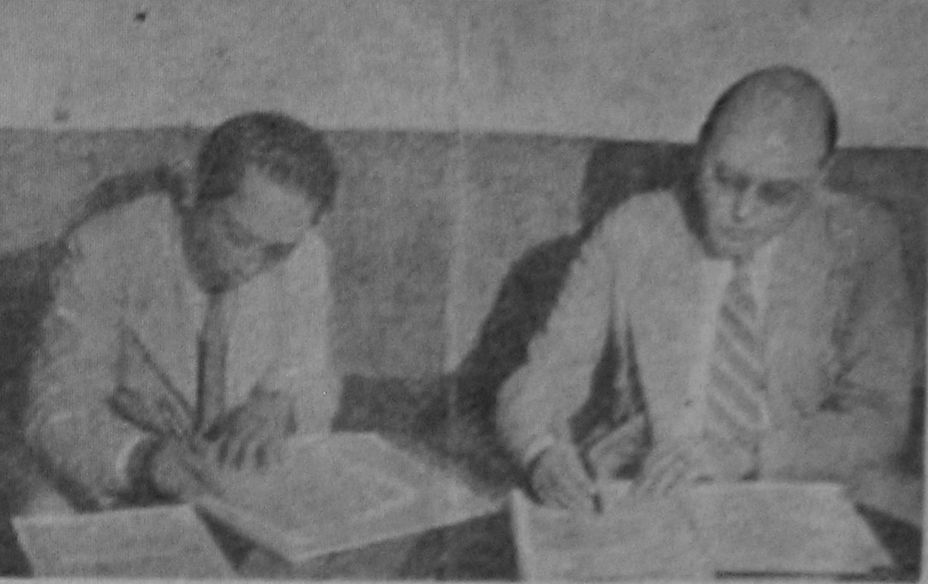
Sjahrir (à gauche) et Wim Schermerhorn (à droite) rédigent l'accord
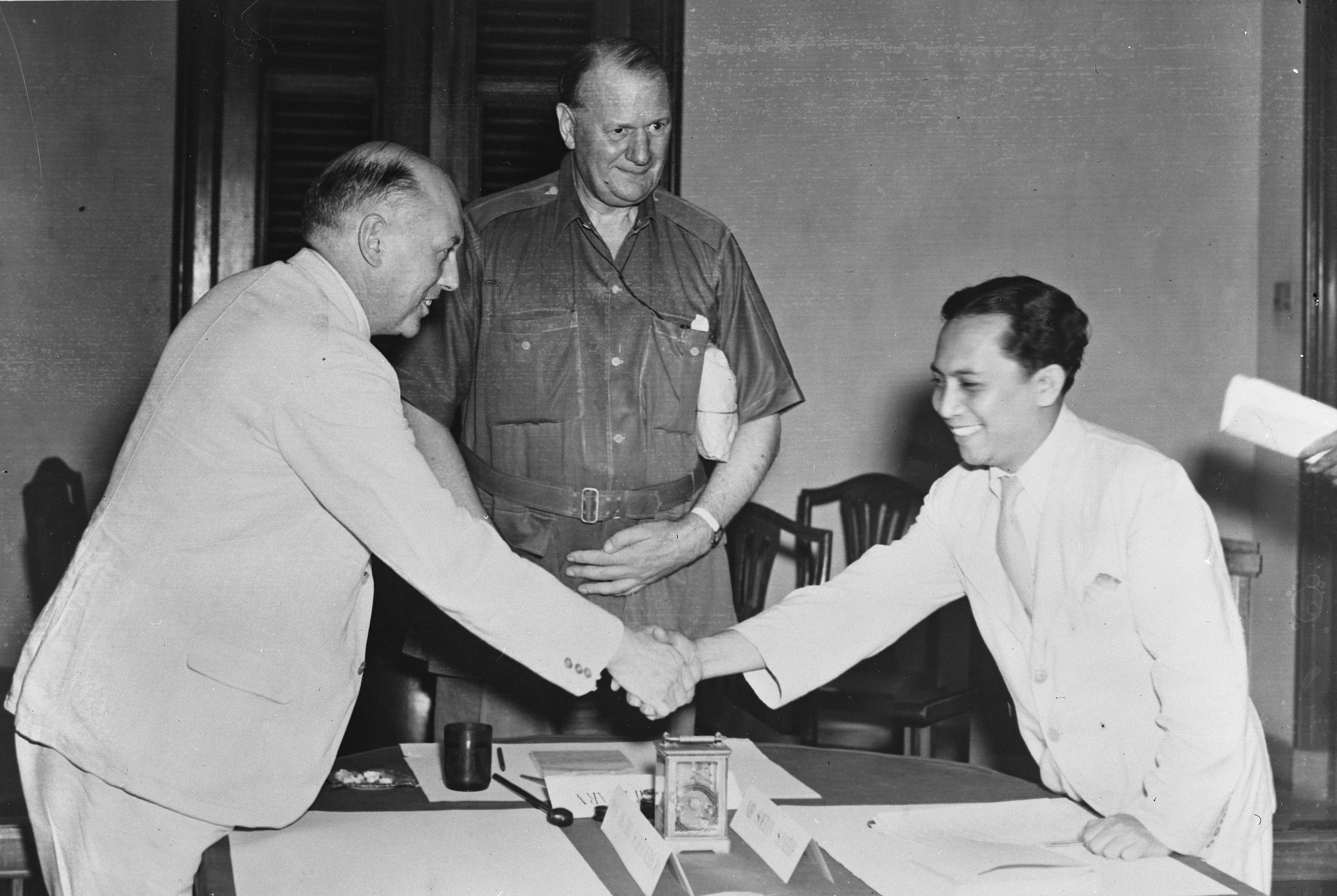
Wim Schermerhorn, Lord Killearn et Sjahrir
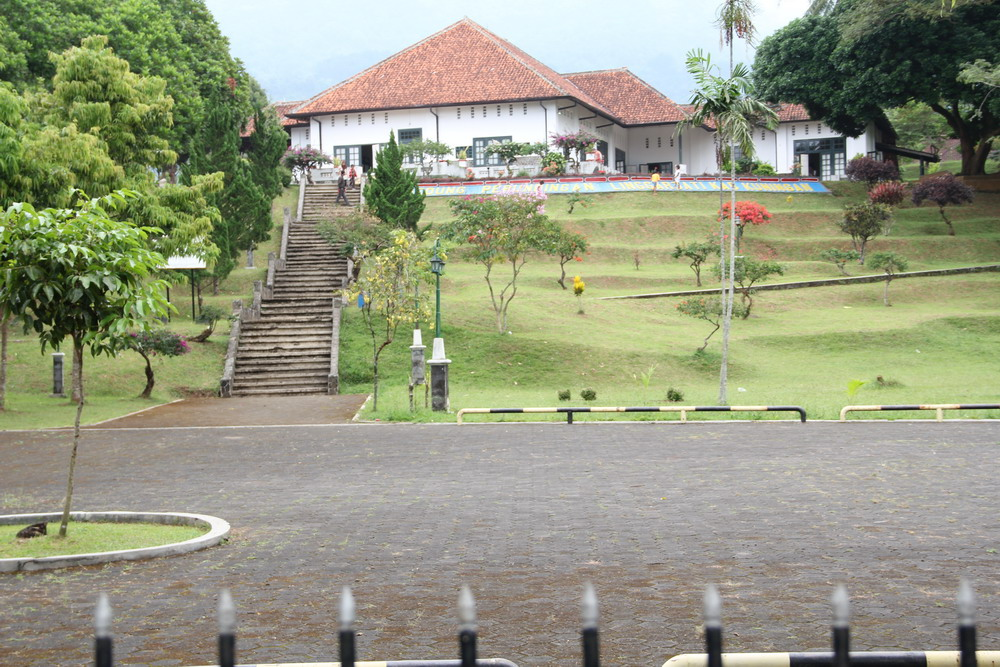
La villa où se sont dérouleés les négociations